# 古之賢
古之賢（1538年—？年），字士希，號建吾，四川夔州府梁山縣（今梁平縣）人，明朝政治人物。

## 生平
治《禮記》，由縣學生中式四川鄉試第二十三名舉人，會試中式第二十九名。嘉靖四十四年（1565年）乙丑科第三甲第二百名進士。礼部观政，本年十月授官直隸元氏縣知縣。隆慶三年（1569年）四月行取，六月升户部主事，六年七月復除本部，万历二年（1574年）正月升员外，四年七月升郎中，五年正月升撫州府知府，十年五月以馳驿违例降荆州府推官，丁忧。十二年正月復除黎平府推官，四月升长沙府同知，十四年正月升徽州府知府，十六年七月升广东副使，十九年七月调补云南副使，二十年正月考察，降閑散用。

## 家族
曾祖古斆；祖古桂；父古書；前母李氏；母凃氏。兄之愚；之忠，弟之儒；之禎；之道；之文；之學；之才；之制。